# Liste der Baudenkmale in Neuenhaus
In der Liste der Baudenkmale in Neuenhaus sind alle Baudenkmale der niedersächsischen Ortschaft Neuenhaus aufgelistet. Die Quelle der Baudenkmale ist der Denkmalatlas Niedersachsen. Der Stand der Liste ist der 20. November 2022.

## Allgemein
In den Spalten befinden sich folgende Informationen:
- Lage: die Adresse des Baudenkmales und die geographischen Koordinaten. Kartenansicht, um Koordinaten zu setzen. In der Kartenansicht sind Baudenkmale ohne Koordinaten mit einem roten Marker dargestellt und können in der Karte gesetzt werden. Baudenkmale ohne Bild sind mit einem blauen Marker gekennzeichnet, Baudenkmale mit Bild mit einem grünen Marker.
- Bezeichnung: Bezeichnung des Baudenkmales
- Beschreibung: die Beschreibung des Baudenkmales. Unter § 3 Abs. 2 NDSchG werden Einzeldenkmale und unter § 3 Abs. 3 NDSchG Gruppen baulicher Anlagen und deren Bestandteile ausgewiesen.
- ID: die Objekt-ID des Baudenkmales
- Bild: ein Bild des Baudenkmales, ggf. zusätzlich mit einem Link zu weiteren Fotos des Baudenkmals im Medienarchiv Wikimedia Commons. Wenn man auf das Kamerasymbol klickt, können Fotos zu Baudenkmalen aus dieser Liste hochgeladen werden:

## Neuenhaus
| Lage                                              | Bezeichnung                          | Beschreibung | ID       | Bild           |
| ------------------------------------------------- | ------------------------------------ | --- | -------- | -------------- |
| Buchenstraße 26 52° 30′ 9″ N, 6° 58′ 41″ O        | Hof Lamann                           | | 36055835 | BW             |
| Hauptstraße 4 52° 29′ 48″ N, 6° 57′ 40″ O         | ehem. Landrätliches Hilfsamt         | | 36054809 |                |
| Hauptstraße 6 52° 29′ 48″ N, 6° 57′ 43″ O         | Amtsgericht                          | | 36054835 |                |
| Hauptstraße 19 52° 29′ 51″ N, 6° 57′ 48″ O        | „Zum Deutschen Hause“                | | 36054860 |                |
| Hauptstraße 24 52° 29′ 51″ N, 6° 57′ 53″ O        | Altes Rathaus                        | | 36054885 |                |
| Hauptstraße 25 52° 29′ 51″ N, 6° 57′ 51″ O        | Wohnhaus                             | | 36056245 |                |
| Hauptstraße 27 52° 29′ 52″ N, 6° 57′ 51″ O        | Wohn-/ Geschäftshaus                 | | 36056270 |                |
| Hauptstraße 29 52° 29′ 52″ N, 6° 57′ 52″ O        | ehem. Ackerbürgerhaus                | | 36054918 |                |
| Hauptstraße 34 52° 29′ 52″ N, 6° 57′ 55″ O        | Wohn-/ Geschäftshaus                 | | 36056320 |                |
| Hauptstraße 37 52° 29′ 53″ N, 6° 57′ 55″ O        | Neuenhauser Hof                      | | 36054948 |                |
| Hauptstraße 38 52° 29′ 52″ N, 6° 57′ 57″ O        | Wohn-/ Geschäftshaus                 | | 36056034 |                |
| Hauptstraße 40 52° 29′ 52″ N, 6° 57′ 58″ O        | Wohnhaus                             | | 36054974 |                |
| Hauptstraße 43 52° 29′ 53″ N, 6° 58′ 2″ O         | Haus Oortmann                        | | 36056430 |                |
| Hauptstraße 45 52° 29′ 53″ N, 6° 58′ 2″ O         | Heimatmuseum                         | | 36054998 |                |
| Hauptstraße 48 52° 29′ 52″ N, 6° 58′ 1″ O         | Wohn-/ Geschäftshaus                 | | 36056166 |                |
| Hauptstraße 50 52° 29′ 52″ N, 6° 58′ 1″ O         | Wohn-/ Geschäftshaus                 | | 36055858 |                |
| Hauptstraße 66 52° 29′ 51″ N, 6° 58′ 5″ O         | Wohn-/ Geschäftshaus                 | | 36056535 | BW             |
| Hauptstraße 68 52° 29′ 50″ N, 6° 58′ 6″ O         | Wohn-/ Geschäftshaus                 | | 36056561 | BW             |
| Hauptstraße 72 52° 29′ 50″ N, 6° 58′ 6″ O         | Wohn-/ Geschäftshaus                 | | 36056587 |                |
| Hauptstraße 74 52° 29′ 49″ N, 6° 58′ 7″ O         | Wohn-/ Geschäftshaus                 | | 36056634 |                |
| Hauptstraße 88 52° 29′ 47″ N, 6° 58′ 8″ O         | Mariä-Himmelfahrt (Kirche)           | | 36055024 | Weitere Bilder |
| Hauptstraße 88 52° 29′ 48″ N, 6° 58′ 9″ O         | Mariä-Himmelfahrt (Kirchhof)         | | 36057488 | BW             |
| Hauptstraße 98 52° 29′ 46″ N, 6° 58′ 13″ O        | Wohnhaus                             | | 36055050 | BW             |
| Hinterstraße 42 52° 29′ 52″ N, 6° 57′ 51″ O       | Wohn-/ Geschäftshaus                 | | 36056295 | BW             |
| Kirchstraße 8 52° 29′ 55″ N, 6° 57′ 57″ O         | Wohnhaus                             | | 36056118 |                |
| Kirchstraße 11 52° 29′ 56″ N, 6° 57′ 55″ O        | Gasthaus „Haus Brünemann“            | | 36055074 |                |
| Klinkhamerstraße 1 52° 29′ 52″ N, 6° 57′ 57″ O    | Wohn-/ Geschäftshaus                 | | 36056345 | BW             |
| Klinkhamerstraße 16 52° 29′ 49″ N, 6° 57′ 56″ O   | Wohnhaus                             | | 41757077 | BW             |
| Nordhorner Straße 29 52° 29′ 44″ N, 6° 58′ 30″ O  | Wohnhaus                             | | 36056746 | BW             |
| Nordhorner Straße 37 52° 29′ 43″ N, 6° 58′ 35″ O  | ehem. Shell-Tankstelle               | | 36057328 | BW             |
| Nordhorner Straße 37 52° 29′ 43″ N, 6° 58′ 35″ O  | ehem. Shell-Tankstelle (Waschstraße) | | 36057382 | BW             |
| Nordhorner Straße 88 52° 29′ 24″ N, 6° 58′ 58″ O  | Schule                               | | 36056769 | BW             |
| Nordhorner Straße 90 52° 29′ 23″ N, 6° 58′ 56″ O  | Lehrerwohnhaus                       | | 36056797 | BW             |
| Oelweg 7 52° 29′ 50″ N, 6° 57′ 37″ O              | Wohnhaus                             | | 36055626 | BW             |
| Oelweg 7 52° 29′ 50″ N, 6° 57′ 36″ O              | Nebengebäude                         | | 36057435 | BW             |
| Prinzenstraße 14 52° 29′ 42″ N, 6° 58′ 14″ O      | Wohnhaus                             | | 36056826 | BW             |
| Schulstraße 5 52° 29′ 47″ N, 6° 57′ 54″ O         | Bartningkapelle                      | | 36057099 |                |
| Seifendamm 13 52° 30′ 3″ N, 6° 57′ 52″ O          | Villa                                | | 36055106 | BW             |
| Uelsener Straße 16 52° 29′ 46″ N, 6° 57′ 26″ O    | Wohnhaus                             | | 36055130 | BW             |
| Uelsener Straße 26 52° 29′ 46″ N, 6° 57′ 18″ O    | Wohnhaus                             | | 36055158 | BW             |
| Uelsener Straße 41 52° 29′ 45″ N, 6° 57′ 9″ O     | Haus Meppelink (Wohnhaus)            | | 36055184 | BW             |
| Uelsener Straße 41 52° 29′ 44″ N, 6° 57′ 8″ O     | Haus Meppelink (Remise)              | | 36057354 | BW             |
| Veldhausener Straße 3 52° 29′ 54″ N, 6° 57′ 59″ O | Evangelische Kirche                  | | 36055212 | Weitere Bilder |
| Veldhausener Straße 7 52° 29′ 56″ N, 6° 57′ 58″ O | Wohnhaus                             | | 36055239 | BW             |
| Veldhausener Straße 8 52° 29′ 54″ N, 6° 58′ 0″ O  | ehem. Kaufhaus Brill                 | | 36055266 |                |
| Veldhausener Straße 10 52° 29′ 54″ N, 6° 58′ 0″ O | Altes Pastorat                       | | 36055298 |                |
| Veldhausener Straße 19 52° 29′ 59″ N, 6° 58′ 0″ O | Villa                                | | 36055654 |                |
| Veldhausener Straße 24 52° 29′ 57″ N, 6° 58′ 1″ O | Kriegerdenkmal                       | | 36055328 |                |
| Veldhausener Straße 46 52° 30′ 3″ N, 6° 58′ 9″ O  | Gemeindebibliothek                   | | 36055350 |                |
| Veldhausener Straße 49 52° 30′ 5″ N, 6° 58′ 7″ O  | Wohnhaus                             | | 36055375 |                |
| Veldhausener Straße 50 52° 30′ 5″ N, 6° 58′ 9″ O  | Villa Buddenberg                     | | 42256636 |                |
| Veldhausener Straße 57 52° 30′ 7″ N, 6° 58′ 8″ O  | Wohnhaus                             | | 36055399 |                |
| Vogtstiege 4 52° 29′ 49″ N, 6° 58′ 5″ O           | Schule                               | | 36055424 | BW             |
| Wittenkamp 52° 29′ 12″ N, 6° 57′ 40″ O            | Jüdischer Friedhof Neuenhaus         | Jüdische Friedhofsanlage, auf einer Erhebung innerhalb eines Wohngebiets gelegen, mit altem Eichenbestand. Mit Maschendrahtzaun eingefriedet, altes Gittertor. 56 erhaltene Grabsteine aus der Zeit zwischen 1764 und 1942. Inschriften der Grabsteine sowohl zweisprachig als auch ausschließlich in Hebräisch oder in Deutsch bzw. Niederländisch. | 36055448 |                |

## Veldhausen
| Lage                                                | Bezeichnung                         | Beschreibung | ID       | Bild           |
| --------------------------------------------------- | ----------------------------------- | ------------ | -------- | -------------- |
| Am Kaiserplatz 6 52° 30′ 57″ N, 6° 59′ 51″ O        | Turnhalle (ehem. Altreform. Kirche) |              | 36056851 | Weitere Bilder |
| Dr. Picardt-Straße 1 52° 30′ 49″ N, 6° 59′ 38″ O    | Wohnhaus                            |              | 36055909 | BW             |
| Dr. Picardt-Straße 3 52° 30′ 49″ N, 6° 59′ 38″ O    | Wohnhaus                            |              | 36054734 | BW             |
| Dr. Picardt-Straße 5 52° 30′ 50″ N, 6° 59′ 38″ O    | Wohnhaus                            |              | 36055934 | BW             |
| Dr. Picardt-Straße 7 52° 30′ 50″ N, 6° 59′ 38″ O    | Wohnhaus                            |              | 36055959 | BW             |
| Dr. Picardt-Straße 9 52° 30′ 51″ N, 6° 59′ 38″ O    | Wohnhaus                            |              | 36055984 | BW             |
| Dr. Picardt-Straße 11 52° 30′ 51″ N, 6° 59′ 39″ O   | Wohnhaus                            |              | 36056009 | BW             |
| Dr. Picardt-Straße 14 52° 30′ 51″ N, 6° 59′ 41″ O   | Schule                              |              | 36055476 | BW             |
| Dr. Picardt-Straße 17 52° 30′ 52″ N, 6° 59′ 40″ O   | Wohn-/ Wirtschaftsgebäude           |              | 36055501 | BW             |
| Dr. Picardt-Straße 32 52° 30′ 55″ N, 6° 59′ 46″ O   | Wohnhaus                            |              | 36056896 | BW             |
| Dr. Picardt-Straße 60 52° 31′ 0″ N, 6° 59′ 53″ O    | Kornmühle (Motormühle)              |              | 36056924 | BW             |
| Lingener Straße 7 52° 30′ 49″ N, 6° 59′ 41″ O       | Johannes der Täufer (Kirche)        |              | 36055525 | Weitere Bilder |
| Lingener Straße 7 52° 30′ 49″ N, 6° 59′ 44″ O       | Wohn-/ Geschäftshaus                |              | 36057003 | BW             |
| Lingener Straße 16 / 18 52° 30′ 48″ N, 6° 59′ 45″ O | Pfarrhaus                           |              | 36057048 | BW             |
| Mozartstraße 17 52° 31′ 6″ N, 6° 59′ 45″ O          | Windmühle                           |              | 36055551 | Weitere Bilder |
| Mühlenstraße 5 52° 30′ 57″ N, 6° 59′ 46″ O          | Wohnhaus                            |              | 36055753 | BW             |
| Mühlenstraße 7 52° 30′ 57″ N, 6° 59′ 46″ O          | Wohn-/ Geschäftshaus                |              | 36055781 | BW             |
| Mühlenstraße 9 52° 30′ 57″ N, 6° 59′ 46″ O          | Wohnhaus                            |              | 36055808 | BW             |
| Veldhausener Straße 250 52° 30′ 47″ N, 6° 59′ 35″ O | Haus Pannenborg (Wohnhaus)          |              | 36055578 | BW             |
| Veldhausener Straße 250 52° 30′ 47″ N, 6° 59′ 35″ O | Haus Pannenborg (Spalierlinden)     |              | 36057408 | BW             |
| Veldhausener Straße 263 52° 30′ 48″ N, 6° 59′ 37″ O | Wohn-/ Wirtschaftsgebäude           |              | 36056144 | BW             |